# Urugwajczycy
Urugwajczycy – naród pochodzenia głównie europejskiego, zamieszkujący Urugwaj. Współcześni Urugwajczycy mają przeważnie włoskie bądź hiszpańskie korzenie. Nieznaczną grupę białych stanowią osoby pochodzenia francuskiego i angielskiego. Skład etniczny narodu ponadto uzupełniają Metysi (czyli potomkowie Indian i białych) – 6% i czarnoskórzy – 6%.
Językiem ojczystym tego 3,5 milionowego narodu jest rioplatense, wariant hiszpańskiego. Dominującym wśród Urugwajczyków wyznaniem jest katolicyzm (ok. 60%).

## Galeria Urugwajczyków

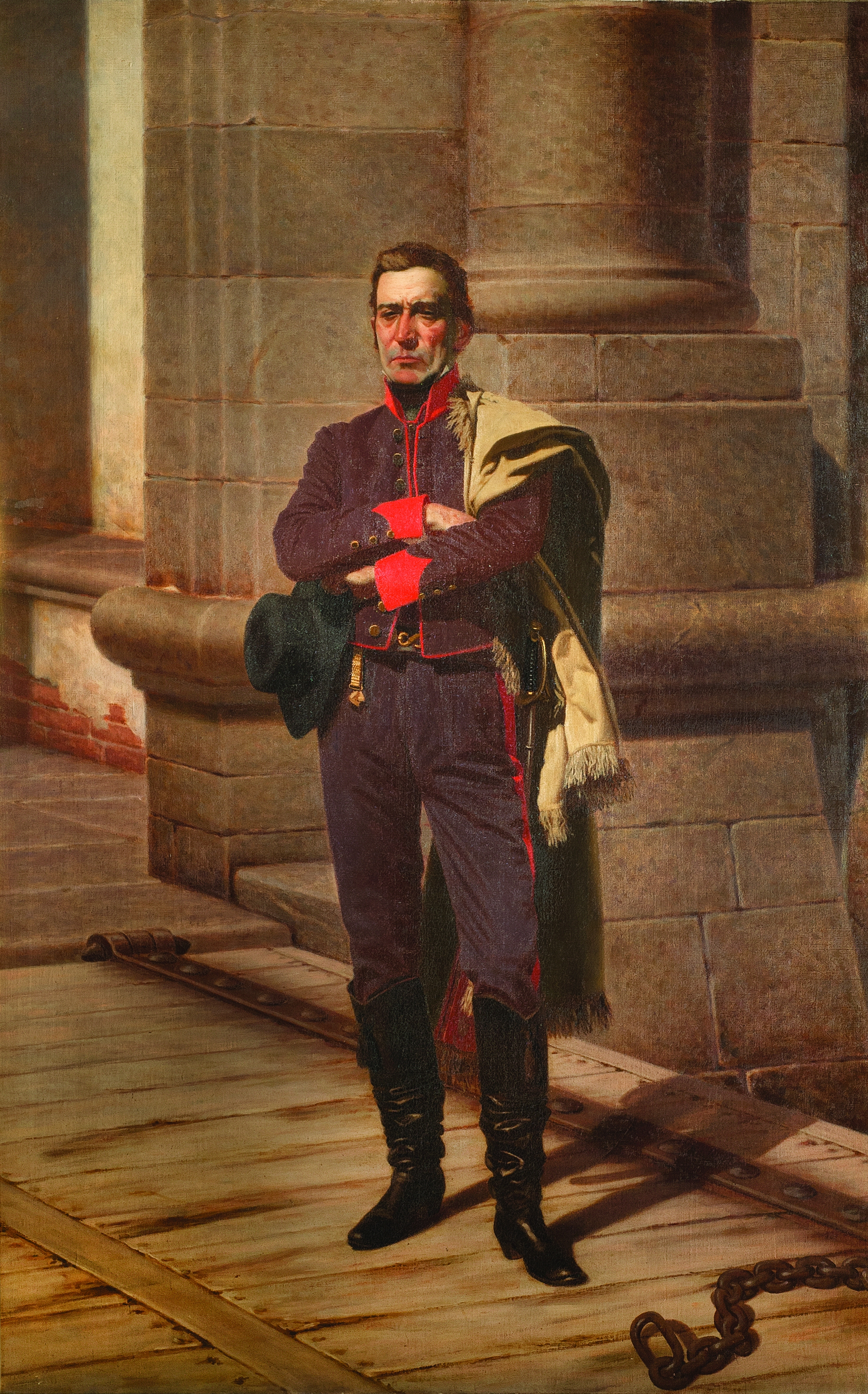
José Gervasio Artigas
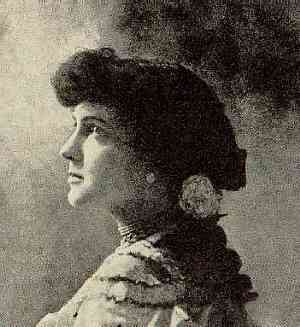
Delmira Agustini
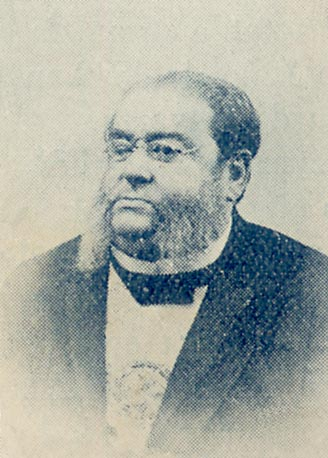
Juan Lindolfo Cuestas
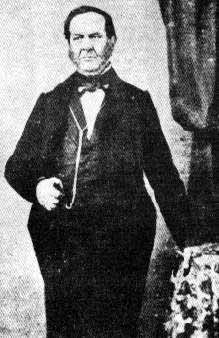
Francisco Acuña de Figueroa
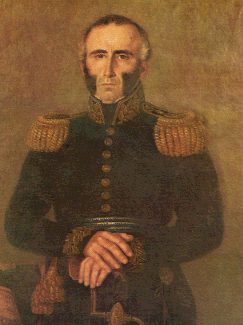
Juan Antonio Lavalleja
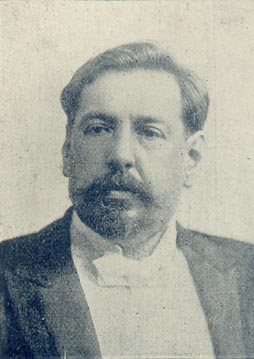
José Batlle y Ordóñez
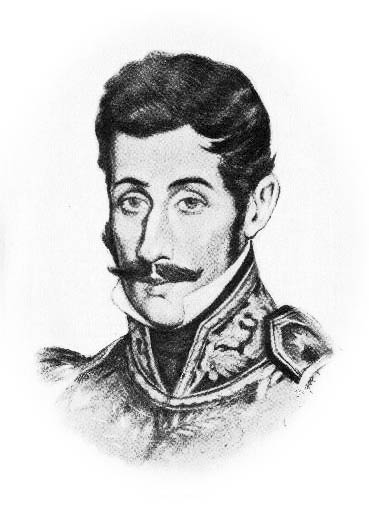
Manuel Oribe
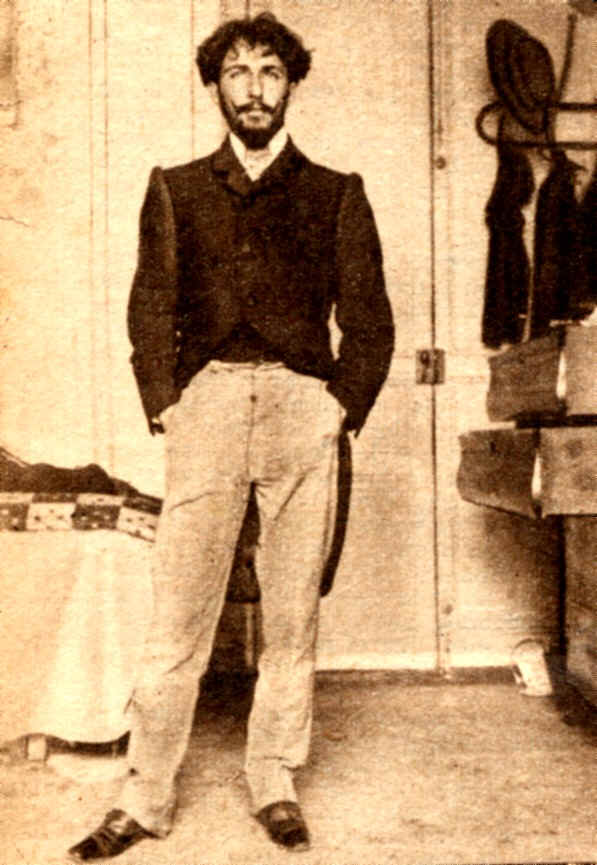
Horacio Quiroga
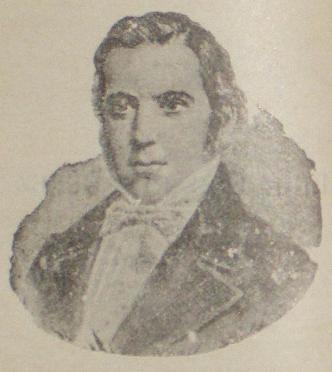
Luis Eduardo Pérez
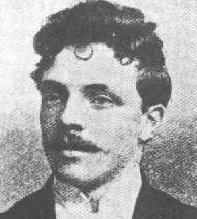
Julio Herrera y Reissig
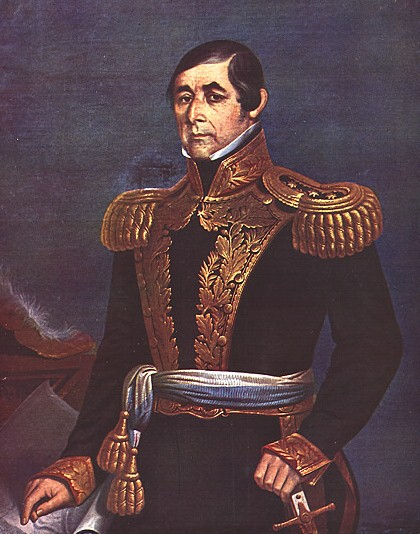
Fructuoso Rivera
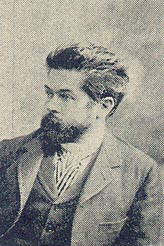
Juan Zorrilla de San Martín
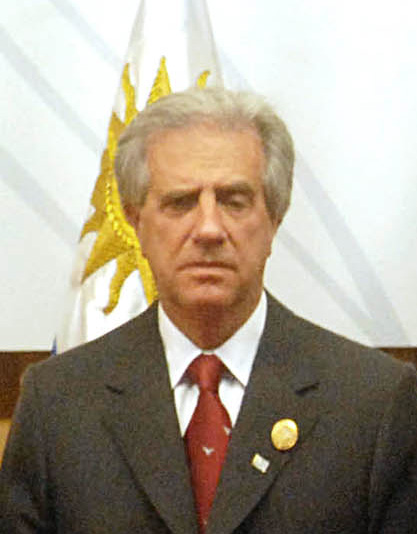
Tabaré Vázquez